# Rosenborg Ballklub

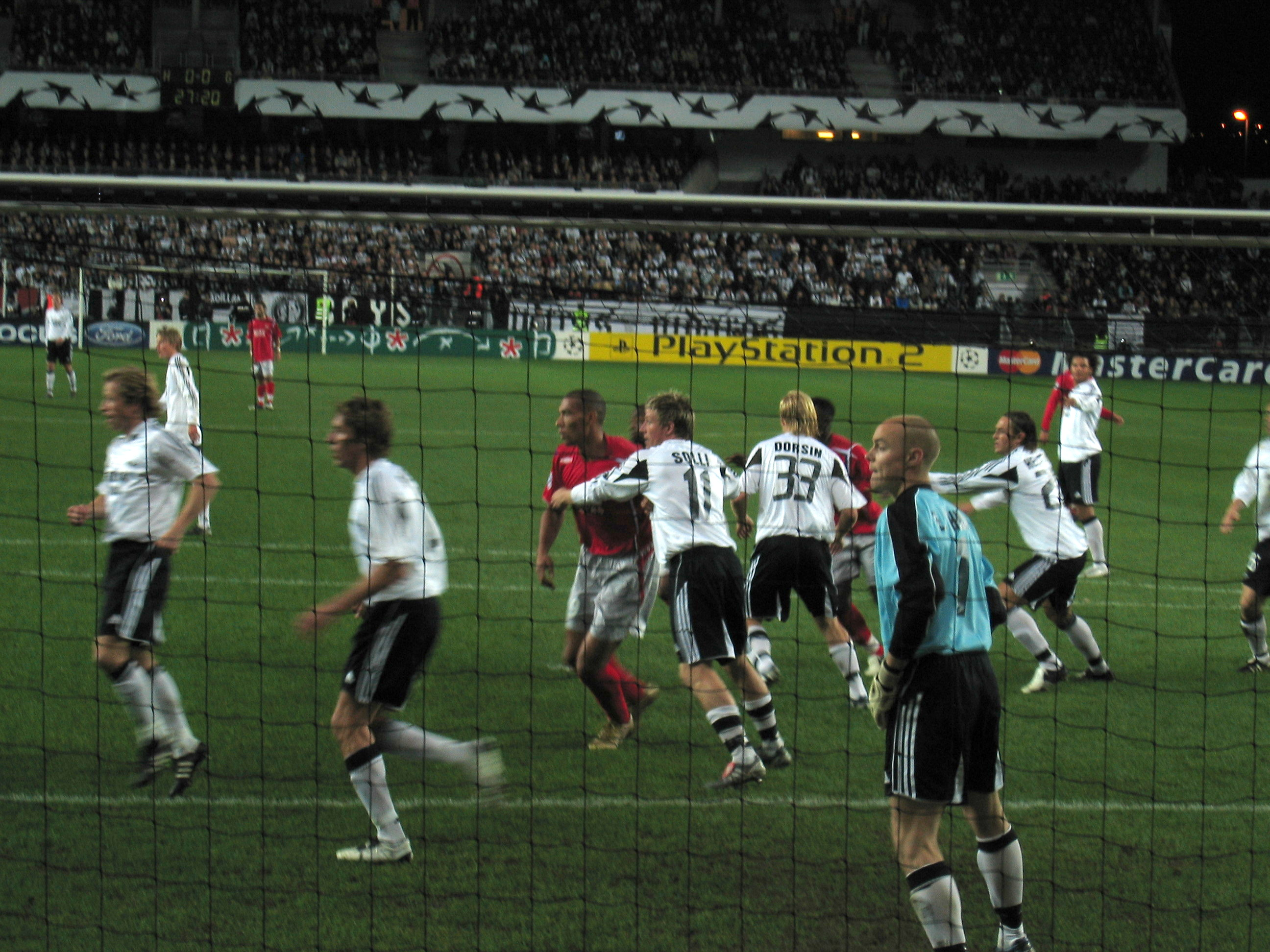
Rosenborg vs Lió al Lerkendal Stadion el 2005

El Rosenborg Ballklub (RBK) és un club noruec de futbol de la ciutat de Trondheim.

## Història
El 19 de maig de 1917 dotze joves de Trondheim van fundar el Sportsklubben Odd. El nom era un homenatge al Odd de Skien, un dels més destacats clubs noruecs del moment. L'any 1928 ingressà a la Federació Noruega. Aquesta refusà que hi participessin dos clubs amb el mateix nom i el club canvià el nom pel de Rosenborg Ballklub el 26 d'octubre. El club destacà principalment a partir de meitats dels vuitanta. Entre 1992 i 2004 guanyà 13 lligues consecutives.
El primer uniforme del club van ser unes samarretes blaves amb una franja vertical groga i pantalons blancs. L'actual uniforme amb samarreta blanca i pantaló negre va ser introduït el 1931, un nou homenatge al club Odd.
El seu estadi, el Lerkendal Stadion, va ser inaugurat el 10 d'agost de 1947, amb millores els anys 1996 i 2002.

## Jugadors destacats
- Árni Gautur Arason (1998-2004)
- Ørjan Berg (1988-1990, 1999-2006)
- Stig Inge Bjørnebye (1992-1994)
- Sverre Brandhaug (1981-1991)
- Rune Bratseth (1983-1986)
- Harald Martin Brattbakk (1990-1992, 1994-1997, 2001-2006)
- John Carew (1999-2000)
- Nils Arne Eggen (1960-1963, 1966-1969)
- Svein Grøndalen (1975-1980)
- Vegard Heggem (1995-1998)
- Erik Hoftun (1994-2005)
- Trond Henriksen (1983-1993)
- Odd Iversen (1964-1969, 1973-1975, 1980-1982)
- Jahn Ivar "Mini" Jakobsen (1988-1990, 1994-2000)
- Frode Johnsen (2000-2006)
- Azar Karadaş (2002-2004)
- Øyvind Leonhardsen (1992-1994)
- Karl Petter Løken (1985-1994)
- Ola By Rise (1977-1995)
- Sigurd Rushfeldt (1997-2001)
- Bent Skammelsrud (1991-1998, 1998-2002)
- Trond Sollied (1985-1991)
- Jan Derek Sørensen (1998-2000)
- Gøran Sørloth (1985-1989, 1989-1993)
- Bjørn Wirkola (1971-1974)

## Palmarès
- Lliga noruega de futbol (26): 1967, 1969, 1971, 1985, 1988, 1990, 1992, 1993, 1994, 1995, 1996, 1997, 1998, 1999, 2000, 2001, 2002, 2003, 2004, 2006, 2009, 2010, 2015, 2016, 2017, 2018
- Copa noruega de futbol (12): 1960, 1964, 1971, 1988, 1990, 1992, 1995, 1999, 2003, 2015, 2016, 2018